# سوی ران
سوی ران (انگلیسی: Sui Ran؛ زادهٔ ۲۵ ژوئن ۱۹۹۲) بازیکن بسکتبال اهل چین است. وی در بازی‌های المپیک تابستانی ۲۰۱۶ شرکت کرده‌است.